# Cirrhilabrus pylei
Cirrhilabrus pylei е вид бодлоперка от семейство Labridae. Видът не е застрашен от изчезване.

## Разпространение
Разпространен е във Вануату, Индонезия, Папуа Нова Гвинея, Соломонови острови и Филипини.